# Jan Korthals

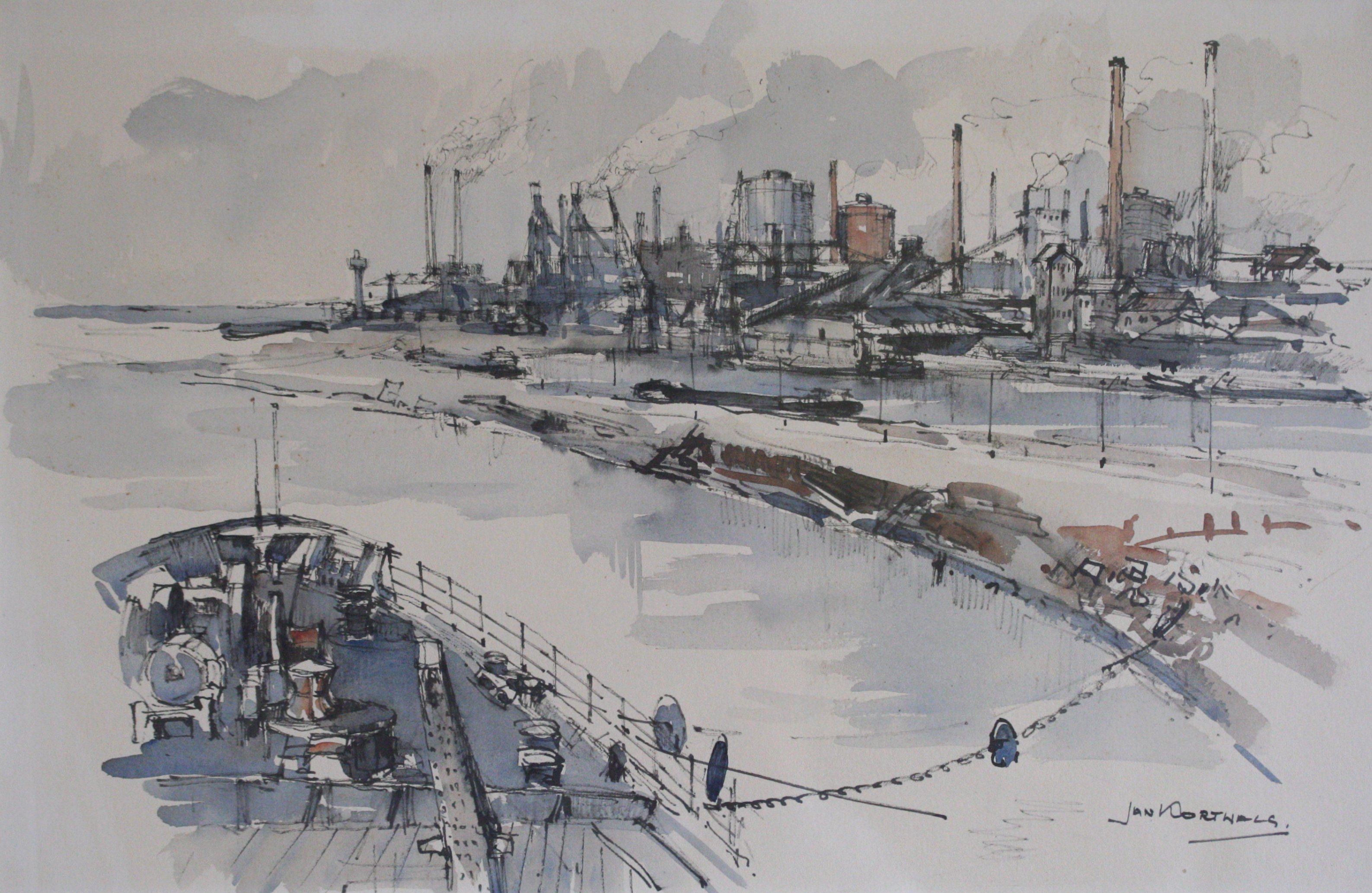
Aquarel van Hoogovens IJmuiden rond 1960 door Jan Korthals

Johannes (Jan) Korthals (Amsterdam, 1 mei 1916 - aldaar, 4 juni 1972) was een Nederlands kunstschilder die in de impressionistische stijl werkte.
De stijl van Korthals is sterk beïnvloed door zijn grote voorbeelden, Breitner en Mackenzie. De laatste was tevens de oom van Korthals en heeft een stimulerende rol gespeeld in zijn leven.
Het werk van Korthals beslaat veel stadsgezichten, met name Amsterdam en Parijs. Daarnaast werkte hij ook veel in opdracht voor het illustreren van kalenders en ander drukwerk.
Aan de Gerrit Rietveld Academie te Amsterdam en de Koninklijke Academie voor Schone Kunsten van Antwerpen volgde Jan Korthals zijn artistieke opleiding. Zijn leermeesters waren Hendricus IJkelenstam en Jos Rovers.

## Levensloop
Jan Korthals, geboren op 1 mei 1916 te Amsterdam, groeide op in een gezin van 5 kinderen. Het kunstenaarschap zat er al vroeg in. Reeds op de kleuterschool trokken zijn tekeningen de aandacht. Maar zijn ouders zagen niets in dat kunstenaarsgedoe. Zekerheid van een vaste baan moest je hebben. Dus moest Jan na de 3-jarige HBS solliciteren. Een reclame-bureau nam Jan aan. Hier zou hij vast zijn artistieke vaardigheden kwijt kunnen. Helaas, het werk beperkte zich tot het ophangen van reclamelichtbakken aan gevels. Na een baan bij de Hollandsche Societeit van Levensverzekeringen werd hij klerk op het hoofdbureau van politie te Amsterdam.
Tekenen en schilderen was en bleef toch zijn passie.
's Avonds, als hij geacht werd te studeren voor zijn boekhouddiploma, zat Jan in zijn schetsboek te tekenen. Ook werd in deze periode voorzichtig begonnen met olieverf. Zijn eerste schilderijtjes verkocht hij voor fl. 2,50 aan zijn zus Co. Van dit geld kon Jan weer nieuw teken- en schildermateriaal kopen.
Reeds op 19-jarige leeftijd werd Jan, na ballotage, lid van de Amsterdamse kunstenaarsvereniging St. Lucas. Twee jaar later kreeg Jan subsidie van de Koninklijke Vereniging voor Steun aan Jeugdige Beeldende Kunstenaars. Met deze subsidie kon Jan de avondcursussen aan de Kunstnijverheidsschool betalen. Drie jaar lang werden er lessen gevolgd bij Hendricus IJkelenstam en de Vlaamse Jos Rovers.
Een andere belangrijke leermeester en mentor was zijn oom Rie, oftewel de schilder Marie Henrie Mackenzie, ooit leerling van George Hendrik Breitner. Ofschoon Jan Korthals Breitner nooit ontmoet heeft, ontwikkelde hij een grote bewondering voor deze schilder. Breitner was Jan zijn grote voorbeeld. Als leerling, pupil en neef kwam Jan regelmatig in het atelier van zijn oom. In 1938 werd er zelfs een studiereis naar Londen gemaakt.
Het was de bedoeling, dat Jan deze reis zou maken met de schilder Jan Rijlaarsdam, maar deze was op het laatste moment verhinderd. Dus oom Rie ging mee.
Ondertussen had Jan de liefde van zijn leven ontmoet: Truus ( Geertruida Louise ) Brüning met wie hij in 1942 trouwde. Truus had Jan overtuigd van zijn eigen kunnen en kwaliteiten van het tekenen en schilderen. Jan overwon uiteindelijk zijn angst en besloot in hetzelfde jaar om zijn veilige baan bij de politie te verruilen voor een onzeker kunstenaarsbestaan.
Jan had de tijd niet mee toen hij die keuze maakte. Nederland zuchtte onder de Duitse bezetting met alle bijkomstigheden van dien. Angst, werkloosheid en honger waren een slechte basis voor een beginnend kunstenaar. Er waren maar weinig mensen, die kunst konden en wilden kopen. Om toch brood op de plank te krijgen schilderde Jan bloemstukjes op karton en board. Deze verkocht hij moeizaam voor weinig geld. Uit schaamte ondertekende hij deze werken niet met zijn eigen naam, maar met Jean Leonie.
In het laatste jaar van de Tweede Wereldoorlog was het zo erg, dat Jan besloot ten einde raad maar weer te solliciteren naar diverse kantoorbanen. Truus was het er niet mee eens en de brieven werden door haar verscheurd en dus nooit gepost. Jan begreep maar niet, waarom hij geen reacties kreeg en Truus heeft hem nooit de reden hiervan verteld. Plotseling kwam een paar opdrachten van Anton Pieck. Zo werden er kerst- en nieuwjaarskaarten, een grote plaat met een ouderwetse bakkerij en een kalender met oude beroepen voor Unilever gemaakt. Er was weer wat te eten.
In 1950 keerde het tij. Volkomen berooid stonden Jan en Truus op het punt om in Zwitserland hun geluk te gaan beproeven. Het huis was al voor een half jaar verhuurd. Opeens kwamen de opdrachten binnen; Drukkerij Senefelder wilde een kalender geïllustreerd hebben en er kwam een opdracht om actrice Magda Janssens te schilderen. Dit schilderij hangt nog steeds in de Stadsschouwburg te Amsterdam. In één keer voor duizenden guldens opdrachten. En Zwitserland? “Zwitserland kan later ook nog wel”, zei Jan niet wetende, dat hij datzelfde jaar toch naar Zwitserland zou gaan. 
In 1952 bestond Parijs 2000 jaar en ter gelegenheid hiervan besloot Drukkerij Senefelder een ‘Parijse’ kalender uit te geven. Jan kreeg opdracht om voor deze kalender de illustraties te leveren. Jan vertrok naar Parijs en keerde beladen met schetsen terug. Er werden twaalf typische stadsgezichten uitgekozen, zoals de Eiffeltoren, een straatje in Montmartre en de boekenstalletjes op de Quai des grands Augustins. Er werden zes bladen in kleur uitgevoerd en zes in zwart/wit. De kalender werd een groot succes en de toenmalige Franse president Vincent Auriol stuurde zelfs zijn felicitaties voor de mooie kalender en de magnifieke illustraties. Dit was het begin van de kalenderperiode. 
Jan bepaalde voor langere tijd niet alleen het gezicht van de “Senefelderkalender”. Ook de N.V. Nederlandsche Lloyd, de Nederlandse MiddenstandsBank en de Hoogovens lieten hun kalenders en ander drukwerk illustreren door Jan. 
In 1953 gebruikte Het Nieuwsblad van het Noorden in Groningen vier tekeningen van Jan voor hun kalender van 1954. Zelf gaf Jan van 1956 tot 1965 eigen kalenders uit en de afbeeldingen hiervan gebruikte hij ook als kerstkaarten. In 1960 en 1961 werd Jan ook gevraagd om de prestigieuze Wijnkalender te illustreren.
Met het verdiende geld in 1950 reden Jan en Truus in hun T-Ford naar Zwitserland. Ze namen een duur hotel in Lachen, een plaatsje aan het meer van Zürich. Ze hoopten daar mensen te ontmoeten, die de werken van Jan wilden kopen. Zelfs de “centjesbroek” ging mee. Dit was de “nette” broek van Jan om een goede indruk aan eventuele klanten te geven. Het eerste schilderij werd gekocht door de pastoor van een naburig dorp. Al snel wilden meer mensen “iets van die schilder” hebben. 
In 1952, de tweede reis naar Zwitserland, ontmoetten Jan en Truus in een hotel in Tessin een van de directeuren van de “Maggia Werke”. Dit was een Zwitsers bedrijf, dat een stuwdam aan het bouwen was in het Maggia-dal. Nu was men al jaren op zoek naar een kunstenaar, die het bouwwerk wilde schilderen of tekenen. Jan besloot om op eigen risico een week hoog op een berghelling met een eigen gemaakte parasol te gaan werken. Hij kreeg de opdracht en leverde tientallen tekeningen voor de prijs van SF 400, = per stuk. Toentertijd een enorm bedrag. Dit was het begin van de buitenlandse reizen. 
Frankrijk, België, Spanje, Italië, Duitsland, het oude Joegoslavië en later Engeland werden met hun tot kampeerauto omgebouwde VW-bus bezocht. Deze bus moest op het laatst met twee handen van de eerste naar de tweede versnelling geschakeld worden, zoveel kilometers waren ermee gereden. Deze reizen leverden een grote hoeveelheid schetsen en impressies op. Vele hiervan werden later in het atelier als basis voor olieverfschilderijen gebruikt. 
Ondanks het vele reizen bleef het huis aan de Amstel toch thuisbasis en vast middelpunt in het leven van Jan en Truus. Jan was een echte “mensenman”. Hij maakte gemakkelijk contact en nodigde vaak bevriende kunstenaars uit. Deze “vriendenavonden” waren altijd zeer gezellig. Dit waren avonden, waarop Jan zijn viool tevoorschijn haalde en er tot in de kleine uurtjes gemusiceerd, gepraat, gelachen en gedronken werd.
Tussen de jaren 40 en 60 was er regelmatig aandacht voor Jans werk in de pers. Mede hierdoor kreeg Jan door het Ministerie van Onderwijs, Kunsten en Wetenschappen samen met zijn collega-schilder Theo Swagemakers (1898-1994) in 1956 een beurs om twee maanden op Ceylon te verblijven. Voorwaarde hiervoor was, dat er één schilderij geleverd werd. De KLM sponsorde de reis en Jan kwam weer beladen met schetsen thuis. Enkele daarvan werden gebruikt als kalenderplaat.
- Biografisch Portaal: 88955930
- Gemeinsame Normdatei: 1185607978
- International Standard Name Identifier: 0000 0003 8896 5191
- Nederlandse Thesaurus van Auteursnamen: 294226516
- RKD-Nederlands Instituut voor Kunstgeschiedenis: 45992
- Virtual International Authority File: 282222801
- WorldCat: E39PBJjCQDytHhM4QXMvHgtxjC